# 蒂内·乌尔瑙特
蒂内·乌尔瑙特（1988年9月3日—）是一名斯洛文尼亚排球运动员，效力于SV聯賽名古屋狼犬俱乐部和斯洛文尼亚国家队，场上位置为主攻和接应。他随国家队在2015年、2019年和2021年三次获得欧洲排球锦标赛亚军。